# Saparevo Glacier
Saparevo Glacier är en glaciär i Antarktis. Den ligger i Sydshetlandsöarna. Argentina, Chile och Storbritannien gör anspråk på området. Saparevo Glacier ligger 356 meter över havet.
Terrängen runt Saparevo Glacier är bergig åt sydost, men norrut är den platt. Havet är nära Saparevo Glacier åt nordost. Trakten är obefolkad. Det finns inga samhällen i närheten. 